# Ceranthia
Ceranthia is een vliegengeslacht uit de familie van de sluipvliegen (Tachinidae).

## Soorten
- C. abdominalis (Robineau-Desvoidy, 1830)
- C. jocosa (Villeneuve, 1942)
- C. lichtwardtiana (Villeneuve, 1931)
- C. pallida Herting, 1959
- C. tenuipalpis (Villeneuve, 1921)
- C. tristella Herting, 1966
- C. verneri Andersen, 1996